# Clavella parva
Clavella parva är en kräftdjursart som beskrevs av C. B. Wilson 1912. Clavella parva ingår i släktet Clavella och familjen Lernaeopodidae. Inga underarter finns listade i Catalogue of Life.